# Anton Gavel
Pour les articles homonymes, voir Gavel.
Anton Gavel, né le 24 octobre 1984, à Košice, en Tchécoslovaquie, est un joueur slovaque naturalisé allemand de basket-ball. Il évolue au poste de meneur.

## Biographie
Gavel joue 89 rencontres avec l'équipe de Slovaquie de basket-ball avant d'obtenir la naturalisation allemande et de jouer 12 rencontres avec l'équipe d'Allemagne, dont l'EuroBasket 2015.
Gavel prend sa retraite de joueur en août 2018.

## Palmarès
- Champion d'Allemagne 2010, 2011, 2012, 2013, 2018
- Coupe d'Allemagne 2010, 2011, 2012, 2018
- MVP des finales du championnat d'Allemagne 2013